# Potimirim
O Potimirim é um gêneros de crustáceos de água doce da família dos atiídeos (Atyidae).